# Baselworld
Baselworld est un salon mondial de l'horlogerie, de la bijouterie et des pierres précieuses, organisé chaque printemps dans la ville de Bâle, en Suisse, à la Messe Basel. 
Le dernier Baselworld s'est tenu du 21 au 26 mars 2019, les éditions 2020 et 2021 n'ayant pu avoir lieu en raison de la pandémie de COVID-19. Par la suite, l'organisateur du salon prend la décision de ne plus organiser Baselworld, faisant de Baselworld 2019 la dernière édition du salon. Baselworld fait partie de MCH Group, qui organise une trentaine de plateformes de live marketing en Suisse et à l'étranger, parmi lesquels Art Basel à Bâle, Miami Beach et Hong Kong.   

## Histoire

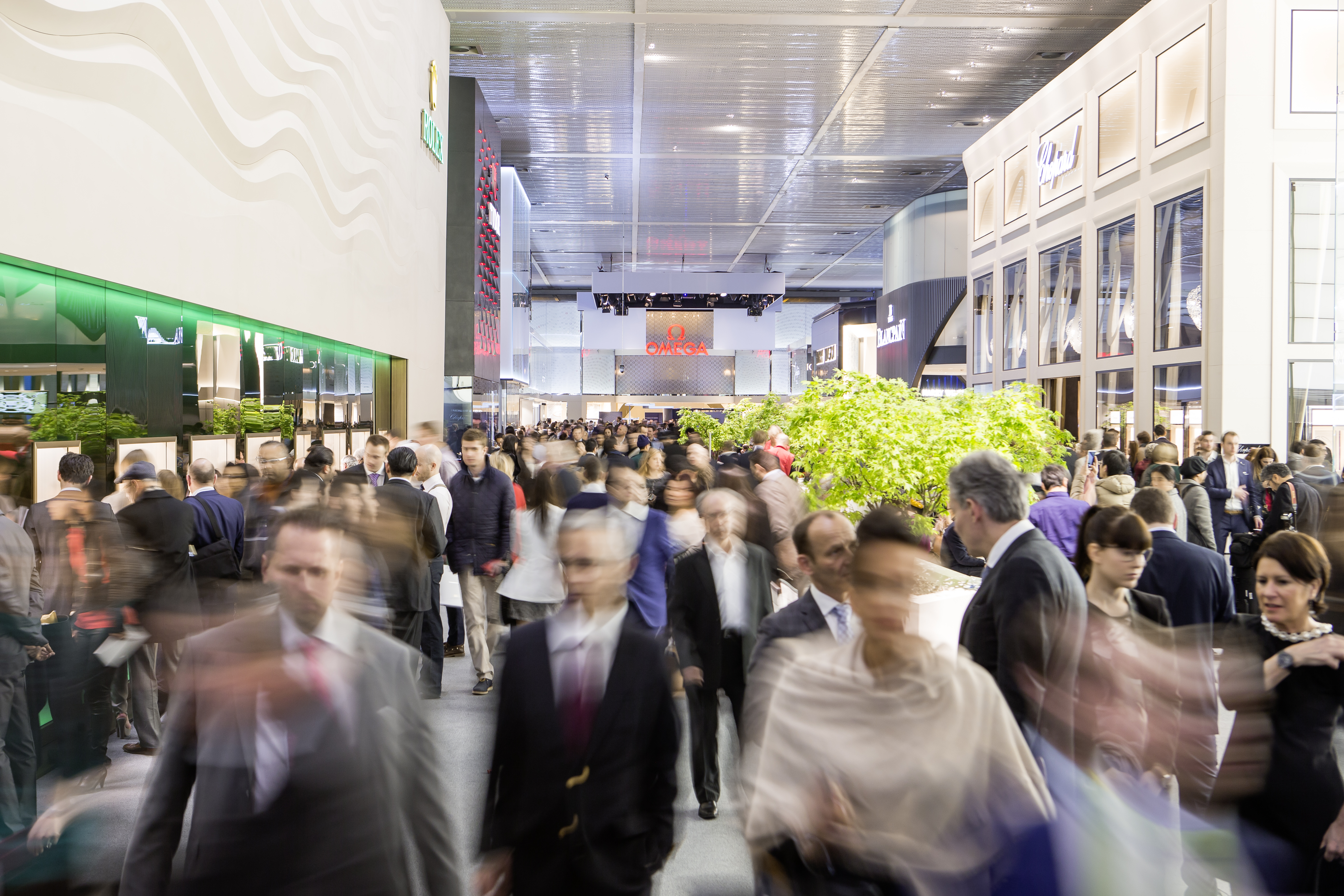
Corridor Baselworld 2015.

Le 15 avril 1917 a lieu la première « Foire suisse d'échantillons de Bâle » (en allemand Mustermesse Basel, d’où le diminutif « muba »),,. Un total de 831 entreprises de diverses branches de l'économie suisse, comprenant l'industrie chimique et bancaire, les assurances, l'industrie du transport et du transport maritime, exposent dans le casino de la ville. Les 6 000 m2 de surface d'exposition contiennent, aussi, un secteur consacré à l'horlogerie et la bijouterie. Les marques horlogères Tissot, Thommen, Longines et Ulysse Nardin font partie des premiers exposants, mais seules 29 entreprises sur 800 exposants proviennent alors du secteur de l'horlogerie et de la bijouterie.
En 1923, les premières halles sont construites là où se trouve la halle 1 aujourd'hui. La « Fédération de l'industrie horlogère suisse » (FH) est fondée également cette année. En 1926, pour la première fois, une halle est consacrée uniquement à l'industrie de l'horlogerie et de la bijouterie.[réf. souhaitée]
En 1931 la première « Foire suisse de l'horlogerie » se tient lors de la muba, dans un pavillon indépendant,.
En 1934 a lieu l'ouverture de la halle 5 (en face du Musical Theater). Puis en 1953, la réalisation de la halle 2 s'achève avec la pose d'une horloge monumentale. La halle 6 (aujourd'hui le Musical Theater) est construite en 1957 et la halle 3 suit en 1964.
En 1973 a lieu la première « Foire européenne de l’horlogerie et de la bijouterie » (FEHB), qui sera rebaptisé BASEL en 1983.
L'édition 1986 accueille, pour la première fois, des exposants de pays non-européens.
En 1995, la foire change de nom et devient le « Salon mondial de l'horlogerie et de la bijouterie ». Puis en 2003, le salon est rebaptisé Baselworld, The Watch and Jewellery Show pour souligner son positionnement dans le luxe. La construction de la Tour de la Foire est achevée (en allemand Messeturm). Avec ses 32 étages, elle est la plus haute tour habitable de Suisse jusqu’en 2010.
En 2007, Baselworld franchit le seuil des 100 000 visiteurs venus de plus de cent pays différents.
En 2016, Baselworld a reçu plus de 145 000 visiteurs venus de cent pays différents et réuni 1 500 marques. Cette édition marquait également le centième anniversaire du salon.
En 2018, Baselworld a connu une baisse significative du nombre d'exposants, passant à 650, et une réduction de la durée du salon de deux jours, bien que la fréquentation soit restée stable. Cependant, le groupe Swatch a communiqué qu'il ne participerait plus à la prochaine édition (2019) de Baselworld avec aucune de ses marques. 
L'année suivante (2019), Baselworld a annoncé qu'il coordonnerait ses dates de 2020 à 2024 avec le SIHH et la direction a présenté un nouveau concept pour Baselworld. Le salon évoluera d'une foire commerciale classique vers une plateforme d'expériences et s'adressera également aux consommateurs. En avril 2020, Rolex, Patek Philippe, Chopard, Chanel et Tudor ont annoncé qu'ils se retiraient de Baselworld et organisaient leur propre salon en avril 2021.

## Le nouveau Baselworld
La direction a profité de la pause involontaire, due à la pandémie de Covid-19, pour repenser le concept de Baselworld et améliorer l'expérience de toute la communauté, tant au niveau digital que physique.
Le nouveau concept vise principalement à fournir une plateforme B2B dans le segment du luxe abordable. Baselworld 2.0 sera une plateforme où les entreprises d'horlogerie, de bijouterie et de pierres précieuses de moyenne et haut de gamme pourront présenter leurs produits. En outre, les détaillants bénéficieront d'un accès efficace et facilité à l'industrie.
Outre l’événement physique principal prévu du 31 mars au 4 avril 2022 à Bâle, qui sera finalement annulé, le nouveau Baselworld prend la forme d'une plateforme numérique "complétée par des événements live, mise à la disposition de l’industrie 24 heures sur 24, 365 jours par an, et dans le monde entier". Par exemple, un événement pop-up Baselworld se tient du 30 août au 3 septembre 2021, à Genève. 
La plateforme numérique fournira une plateforme de networking, qui interconnectera tous les acteurs, de sorte que "tout le monde se rencontrera sur notre plateforme. Les marques, les fabricants, les détaillants, les fans et les médias", explique Michel Loris-Melikoff, directeur général de Baselworld. Dès sa sortie à l'automne, Baselworld sera la première plateforme indépendante qui combine événements numériques et physiques.